# New Lynn (Nouvelle-Zélande)
New Lynn est une banlieue résidentielle d'Auckland, située dans l’Île du Nord de la Nouvelle-Zélande.

## Situation
La banlieue de New Lynn est localisée à l’ouest de la zone urbaine d'Auckland, à 10 kilomètres vers le sud-ouest du centre d'Auckland.
L’ancienne limite entre la ville de Waitakere et celle d’Auckland est à l'est de la banlieue.
Les banlieues entourant New Lynn sont Blockhouse Bay, Avondale, Titirangi et Green Bay.
New Lynn est localisée dans la partie la plus étroite de l’isthme d'Auckland ; c’est l’un des points de passage les plus étroits entre la péninsule de Northland et le reste de l’Île du Nord (l’autre étant le secteur d'Otahuhu, vers le sud-est).
En ce point, situé entre le fleuve Whau (un bras formant estuaire du port de Waitemata Harbour) au nord et Blockhouse Bay au sud, l’île du Nord fait moins de 2800 mètres de large.

## Municipalités limitrophes
La banlieue possède deux gares : la gare de New lynn (en)  et la gare de Fruitvale road (en)

## Population
La ville avait 5859 logements occupés par 16461 habitants lors du recensement néo-zélandais de 2013.
La population a augmenté de 17 % (soit 2400 personnes) depuis le recensement de 2001.

## Évolution
Le centre de la ville est en train de subir une transformation majeure en tant que partie du programme de redéploiement des terrains, qui sont à rebâtir après la démolition d’une partie d'Auckland, mais reste actuellement dominé par le centre commercial LynnMall (en) de la banlieue.
Dans le centre de la ville passe l’une des principales voies de transit et d’échange du réseau public d’Auckland, reliant  l’ouest de la zone urbaine d’Auckland avec les autres parties de la ville tant au niveau du rail que des bus.
À l’extrémité sud de la banlieue se trouve le terrain de golf le plus connu d’Auckland : « Titirangi Golf Club ».
Bien que les premières maisons de New Lynn aient été construites avec les briques produites localement, la plupart des maisons anciennes sont faites de planches à recouvrement et sont couvertes de tôles ondulées ; elles étaient initialement bâties sur un grand terrain.
De nombreuses sections ont été subdivisées et de petites maisons modernes en briques avec des toits en tuiles ont été ajoutées.
Une forte densité des constructions est importante surtout à proximité de la ligne de chemin de fer avec une tendance à l’apparition d’immeubles d’appartements de plus en plus hauts, particulièrement dans le centre de la ville .

## Histoire
L’utilisation des terres du secteur par les Maoris commença bien avant l’arrivée des Européens et le portage maori existait entre les ports de Waitemata et de Manukau avant la colonisation européenne.
Quelque temps après la colonisation par les européens, l’isthme d'Auckland devint la zone d’implantation de la ville de New Lynn, qui fut planifiée par Frederick Utting en 1863 et qui la nomma d’après la ville de King's Lynn dans le Norfolk, à cause de la ressemblance des paysages.
Une briqueterie fut mise en place par le Dr Pollen au niveau de Whau Creek en 1852.
Il fit venir des ouvriers, fabricants de briques, de Staffordshire en Angleterre, dont quatre établirent leur propre briqueterie le long de la côte de la crique.
Vers 1870, il y avait treize briqueteries et chantiers traitant la terre glaise le long des cours d’eau, exploitant en grande qualité l’argile datant du Pléistocène.
De nombreuses usines de céramiques disparurent plus tard à cause de la Longue dépression, avec ensuite une compétition intense et un changement des préférences de construction en bois plutôt qu'en brique.
Vers 1910, il n‘y avait plus que deux fabriques de céramiques qui restaient au niveau du secteur de New Lynn, et deux autres au niveau de la banlieue d’Avondale .
La population était de moins de 100 habitants en 1900, mais elle s'accrut rapidement dans les décennies suivantes, grâce à l'extension de la ligne ouest d’Auckland (en), qui fut construite en 1880  et le développement d'un centre industriel à New Lynn.
New Lynn devint un Town District en 1910, et ensuite un Borough en 1939.
L’une des briqueteries se développa et devint le plus important producteur de briques de la Nouvelle-Zélande.
Une fusion des quatre compagnies en 1929 donna lieu à la formation de l‘Amalgamated Brick and Pipe Company, plus tard appelées Ceramco.
Elle produit les poteries bien connues sous le nom de Crown Lynn (en).
Elle ferma en 1989.

## Histoire moderne
En 1935, la population de New Lynn était de 3500 habitants. La Grande Dépression entraîna un fort chômage.
Durant la Seconde Guerre mondiale, le secteur fut considéré comme stratégique à cause de la présence du fleuve Whau et de la ligne de chemin de fer. Des postes de canons et des obstacles anti-chars furent construits et le pont au-dessus du Whau fut miné avec des explosifs.
La peur d’un bombardement possible de la part des Japonais conduisit à construire des défenses anti-aériennes importantes.
Le LynnMall (en) fut le premier centre commercial de style américain construit dans Auckland. Il ouvrit en 1963.
Cela devint aussi en 1987, le premier centre commercial avec l’air climatisé de Nouvelle-Zélande, le premier à ouvrir le dimanche en 1991, et le premier centre sans tabac en 1994.
Le centre commercial fut agrandi de façon importante en 1999.
En septembre 1974, le premier restaurant Pizza Hut de Nouvelle-Zélande ouvrit dans New Lynn. Il devint aussi le premier Pizza Hut à être démoli en 2016.

## Gouvernance
Le Borough de New Lynn devint une partie de Waitakere lors de la réforme des autorités locales en 1989.
Aujourd’hui, la banlieue de New Lynn forme une partie du Conseil d’Auckland et particulièrement de la zone du Board local de Whau (en).

## Transport
La gare de New Lynn (en), localisée près de la gare routière et du centre commercial LynnMall (en), fut agrandie en 2008–2010 pour accueillir un nombre croissant de trains prévus dans le cadre du réseau régional d’ Auckland après son électrification (en).
La section de la ligne ouest d’Auckland (en) entre Portage Road et Titirangi Road fit l’objet d’un tunnel pour permettre aux trains de passer sous le centre-ville de New Lynn.
Une nouvelle plate-forme jumelle fut construite sous le niveau de la route, près du site de la gare existante.
Les travaux devraient revitaliser New Lynn et la ligne de chemin de fer, qui habituellement coupe la ville en deux parties , .
Faisant partie du projet de redéveloppement du secteur, une partie de Totara Avenue, dans le centre-ville de New Lynn, est en train d’être transformée en espace de circulation partagée.
La banlieue de New Lynn a un accès facile vers le CBD d’Auckland depuis l'Autoroute du nord d’Auckland (en) et une voie express à travers la banlieue de Waterview, qui fut terminée à la fin de 1970.

## Éducation
- Les écoles de Arahoe School, Fruitvale Road School et celle de New Lynn School sont des écoles mixtes, assurant le primaire, allant des années 1 à 6, avec un effectif de respectivement 699 élèves, 286 élèves et 446 élèves. La New Lynn School ouvrit en 1888[13]. Arahoe School ouvrit  en 1958[14] et Fruitvale Road School ouvrit vers 1961

- Oaklynn Special School est une école mixte avec un effectif de 156 élèves.

C’est une école spécialisée pour les élèves ayant des difficultés intellectuelles.
L’école assure le fonctionnement de dix classes satellites à proximité des écoles primaires, intermédiaires et secondaires.
New Lynn n’a pas d’école secondaire mais est desservie par de grands campus scolaires dans les banlieues environnantes, notamment :
- l'école secondaire de garçons de Kelston (en),
- le collège de filles de Kelston (en),
- le collège d'Avondale (en) (qui est mixte),
- le collège de Green Bay (en) (mixte).